# Karlica
Karlica (lat. pelvis) – u anatomiji – je čvrsti koštani, bočni obruč oko karlične šupljine. Taj bočni pojas zajednički oblikuju: dve karlične kosti, krstačna kost (sacrum), i trtična kost.
Glavne uloge karlice su:
- prenos telesnog opterećenja (težine)sa kičme na skelet nogu,
- zaštita unutrašnjih organa karlične šupljine i
- ona služi kao hvatište zdeličnih mišićima.

Gornji deo se označava kao velika karlica, koja je omeđena gornjim delom krstačne kosti i širokim krilima bočnih karličnih kostiju. Donji deo je mala karlica, koja je ograničena delovima karličnih kostiju, krstačnom kosti (sacrum), sednim kostima (ishium), bočnim (illium) preponskim kostima (pubis) te trtičnom kosti (coccygeus). Muška zdelica je relativno uža od ženske, jer ovaj deo karlice ima tzv. tvrdi porođajni kanal, kroz koji, pri porodu, prolazi dete.

## Struktura
Karlična regija trupa je njegov gornji deo, između trbuha i butine.
Uključuje nekoliko delova:
- Koštana karlica (ili karlični skelet) je deo skeleta ugrađen u zdelično područje trupa, podeljena na:
  - karlični pojas (tj. dve karlične kosti, koje su deo [[dodatni kostur|dodatnog kostura]), koji povezuje kičmu sa donjim udovima;
  - karlično područje kičme (tj. krstačna kost i trtica, koje su deo osovinskog skeleta);
- karlična šupljina, koja se obično definiše kao mali deo prostora koji je ograđen kostima karlice, omeđen karličnim obodom iznad, a ispod karličnog svoda.

Alternativno, karlična šupljina se ponekad definiše kao celi prostor ograđen karličnim kosturom, koji se deli na:
- -  velika (ili lažna) karlica, iznad oboda karlice;
  -  mala (ili prava) karlica, ispod zdeličnog oboda;
- karlično dno (ili karlična dijafragma), ispod karlične šupljine;
- perineum, ispod dna karlice.[1][7][2][8][4]

### Kosti
Karlični kostur formiran je posteriorno (u području leđa) od krstačne kosti i trtice (coccyx) i bočno i anteriorno (napred i u stranu), pomoću para karlične kosti
Svaka karlična kost sastoji se od tri dela: karlična kost (ilium), sjedna kost (ishium) i preponska kost (pubis). Tokom detinjstva, ovi delovi su odvojene kosti, pridružili su se triradiate hrskavice. Tokom puberteta se spajaju u jednu kost.

### Veze
Dve karlične kosti su spreda povezane u stidnu simfizu pomoću vlaknaste hrskavice pokrivene hijalinom hrskavicom međustidnog diska, unutar kojeg je nesinovijalna šupljina. Simfizu (spojnicu) pojačavaju dva ligamenta: gornji i donji stidni ligamenti.
Sakroilijačni zglob, formiran između ušne površine krstačne kosti i dve karlične kosti su amfiartroze, sa gotovo nepokretnim zglobom zatvara kapsulu vrlo napetog zgloba. Kapsula je ojačana trbušnim, međukostnim i leđnim sakroilijačnim ligamentima.
Najvažniji ligamenti iz sakroilijačnog zgloba su sakrospinozni i sakrotuberozni ligament, koji stabiliziraju karličnu kost na krstačnu kost i sprečavaju pokrete naginjanja prema napred. Osim toga, ova dva ligamenta transformišu veliki i mali bedreni usek veliki i male foramene, par važnih karličnih otvora.
Iliolumbalni ligament je snažan ligament koji povezuje vrh poprečnog nastavka petog slabinskog pršljena sa zadnjim delom unutrašnjeg ruba karlične kosti. Ovaj ligament se može shvatiti kao donja granica grudnoslabinskog pojasa, a ponekad je u pratnji manje ligamentne trake koja prolazi između četvrtog slabinskog pršljena i karlične kosti. Na iliolubalni ligament kontinuirano se nastavlja bočni slabinskokrstačni ligamenat. On prolazi između poprečnog nastavka petog pršljena ka krilu krstačne kosti gde se meša s prednjim sakroilijačnim ligamentom.
Zglob između krstačne kosti i trtice, u krstačnotzrtičnoj simfizi, ojačan je nizom ligamenata. Prednji krstačnotrtični ligament je produžetak prednjeg uzdužnog ligamenta, koji se pruža niz prednju stranu tela pršljana. Njegova nepravilna vlakna stapaju se s pokosnicom. Zadnji krstačnotrtični ligament ima duboki i površinski deo, oblikujući glatku traku koja odgovara zadnjem longitudinalnom ligamentu, a potonji odgovara tzv. ligamenta flava. Nekoliko drugih ligamenata završava u foramenu poslednjeg krstačnog živca.

### Zglobljavanja
Slabinskokrstačni zglob, između sakruma i poslednjeg slabinskog pršljena, ima kao i svi kičmeni zglobovi, međupršljenski disk, prednji i stražnji ligament, ligamenta flava, međupršljenski i supraspinozni ligament i sinovijalne fuge između zglobnih nastavaka dve kosti. Osim ovih ligamenata, zglob je ojačan iliolumbalnim i bočnim slabinskokrstačnim ligamentima. Slabinskokrstačni ligament prolazi između vrha poprečnog nastavka petog slabinskog pršljena i zadnjeg dela karlične kosti. Bočni slabinskokrstačni ligament, koji je delom u kontinuitetu sa iliolumbalnim ligamentom, prolazi naniže od donjeg ruba poprečnog nastavka petog pršljena ka krilima krstačne kosti. Mogući pokreti u slabinskokrstačnom zglobu su fleksija i ekstenzija, malo bočne fleksije (od sedam stepeni u detinjstvu, do jedan stepen kod odraslih), ali ne i aksijalna rotacija. Između doba 2-13 godina dolazi do više od 75% (oko 18 stepeni) fleksije i ekstenzije u slabinskom delu kičme. Od 35. godine, ligamenti znatno ograničavaju raspon pokreta.
Tri vanlopatična ligamenta iz kuka   – iliofemurski, sednofemurski i stidnofemurski ligamenti   – formiraju mehanizam uvijanja okružujući vrat bedrene kosti. Kad se sedi, s ispruženim zglobom kuka, ti ligamenti postaju opušteni, dopuštajući visok stepen mobilnosti u zglobu. Kada se stoji, s ispruženim zglobom kuka, ligamenti se okreću oko femurskog vrata, gura glavu bedrene kosti čvrsto u acetabulum, te utiču na stabilizaciju zgloba. Zona orbikularis pomaže u odražavanju kontakta. Unutarlopatični ligament, ligamentum teres, pruža krvne sudove koji opskrbljuju glavu femura.

## Mišići
| Mišić | Polazište                                                                  | Hvatište                   | Arterija | Živac | Aktivnost                                         |
| ----- | -------------------------------------------------------------------------- | -------------------------- | -------- | --- | ------------------------------------------------- |
|       | Ligament krstačnog trnolikog nastavka                                      |                            |          | Krstačni živci: krstačni kičmenomoždinski živci S4–S5 ili S3 –S4                                                                                           | Zatvaranje leđnog dela izlaza iz karlice          |
|       | Išijadični trnoliki nastavak i zadnji deo tetivskog luka karlične ovojnice | Trtica i anotrtični greben |          | - (krstačni kičmenomoždinski živac 4) - Donji živac pravog crijava pudendalnog živca (krstačni spinalni živac 3, krstačni spinalni živac 4) - Trtični snop | Podržava utrobu i karličnu šupljinu               |
|       | Leđa stidne kosti i od prednjeg dela obturator fascia                                      | Trtica i krstačna kost     |          | - (krstačni kičmenomoždinski živac 4) - Donji živac pravog crijava pudendalnog živca (krstačni spinalni živac 3, krstačni spinalni živac 4) - Trtični snop | Kontrola toka mokraće i kontrakcije tokom orgazma |
|       | Donji dio simfize stidne kosti                                             |                            |          | Krstačni spinalni živac 3 – S4. nervus levator ani | Sprečava defekaciju                               |

## Literatura
- Hadžiselimović R. (2005). Bioantropologija – Biodiverzitet recentnog čovjeka. Institut za genetičko inženjerstvo i biotehnologiju (INGEB), Sarajevo. ISBN 978-9958-9344-2-1.

- Hadžiselimović R. (1986). Uvod u teoriju antropogeneze. Svjetlost, Sarajevo. ISBN 978-9958-9344-2-1.
- Maslić; Hadžiselimović R. (2002). Biologija 2. Svjetlost, Sarajevo. ISBN 978-9958-10-222-6. |first1= захтева |last1= у Authors list (помоћ)
- Šoljan; Hadžiselimović R. (2004). Biologija 1. Svjetlost, Sarajevo. ISBN 978-9958-10-686-6. |first1= захтева |last1= у Authors list (помоћ)
- Hadžiselimović; Maslić E. (2001). Biologija 8. Sarajevo: Svjetlost. ISBN 978-9958-10-396-4. |first1= захтева |last1= у Authors list (помоћ)
- S., Romer A.; Parsons T. S. (1977). The Vertebrate Body. Philadelphia, PA: Holt-Saunders International. ISBN 978-0-03-910284-5.
- Cunningham, Daniel John; Robinson, Arthur (1818). Cunningham's text-book of anatomy. William Wood and company. Приступљено 14. 8. 2010.
- Ebrall, Phillip S.; Sportelli, Louis; Donato, Phillip R. (2004). Assessment of the Spine. Elsevier Health Sciences. ISBN 978-0-443-07228-4. Приступљено 14. 8. 2010.[мртва веза]
- Hall, Brian Keith (2007). Fins into limbs: evolution, development, and transformation. University of Chicago Press. ISBN 978-0-226-31337-5. Приступљено 14. 8. 2010.
- Holm, Niels J. (1980). „The Internal Stress Pattern of the os Coxae”. Acta Orthopaedica. 51 (51:1): 421—428. doi:10.3109/17453678008990818.
- Levin, Stephen M. (2007). „Hang In There!: The Statics and Dynamics of Pelvic Mechanics”. Biotensegrity. Архивирано из оригинала 10. 6. 2010. г. Приступљено 1. 8. 2010.
- Merry, Clare V. (2005). „Pelvic Shape”. Mind – Primary Cause of Human Evolution. Trafford Publishing. ISBN 1-4120-5457-5. Приступљено 14. 8. 2010.
- Moore, Keith L. (2014). Clinically oriented anatomy. Williams & Wilkins. ISBN 978-1-4511-1945-9.
- Morris, Craig E. (2005). Low Back Syndromes: Integrated Clinical Management. McGraw-Hill. ISBN 978-0-07-137472-9.
- Palastanga, Nigel; Field, Derek; Soames, Roger (2006). Anatomy and Human Movement: Structure and Function. Elsevier Health Sciences. ISBN 978-0-7506-8814-7.
- Platzer, Werner (2004). Color Atlas of Human Anatomy, Vol. 1: Locomotor System (5th изд.). Thieme. ISBN 978-3-13-533305-2.
- Thieme Atlas of Anatomy: General Anatomy and Musculoskeletal System. Thieme. 2006. ISBN 978-1-58890-419-5.